# 天寧寺 (京都市)
天寧寺（てんねいじ）は、京都市北区にある曹洞宗の寺院で、本尊は釈迦如来、山号は萬松山（ばんしょうざん）である。
寺町通沿いにあるこの寺は、比叡山の眺望を一幅の絵のように見せる山門「額縁門」と、江戸時代の茶人金森宗和の墓があることで有名である。

## 歴史
もとは会津城下にあったとされるが、天正年間（1573 - 1592）に、現在地に移転されたと伝えられる。その後、天明の大火により堂宇を焼失したが、本堂は文化9年（1812年）に、書院は天保14年（1842年）に再建された。 　

## 文化財

### 重要文化財
- 絹本墨画馬祖龐居士問答図 愚極智慧賛（ばそほうこじもんどうず / ぐごくちえさん）
- 銹絵水仙文茶碗 仁清作

## 所在地
- 京都府京都市北区寺町鞍馬口下ル天寧寺門前町301

## 交通アクセス
- 京都市営地下鉄 鞍馬口駅から徒歩6分
- 京都市営バス 出雲路橋から徒歩5分

## 関連寺院
- 天寧寺 (会津若松市)
- 天寧寺 (仙北市)